# Baïsole
Baïsole – rzeka we Francji, przepływająca przez tereny departamentów Pireneje Wysokie oraz Gers, o długości 47,2 km. Stanowi prawy dopływ rzeki Baïse.